# Eugen Bejinariu
Eugen Bejinariu (ur. 28 stycznia 1959 w Suczawie) – rumuński polityk i wojskowy, minister i deputowany, od 21 do 29 grudnia 2004 pełniący obowiązki premiera.

## Życiorys
Ukończył szkołę oficerską, od 1981 do 1998 był zawodowym wojskowym. Został absolwentem wydziału handlu Akademii Studiów Ekonomicznych w Bukareszcie. W latach 1998–2000 zajmował stanowisko dyrektora finansowego w departamencie wojskowym prokuratury krajowej. Od 2001 do 2003 pełnił funkcję szefa protokołu dyplomatycznego, następnie do 2004 był ministrem odpowiedzialnym za koordynację w gabinecie Adriana Năstase. 21 grudnia 2004 po rezygnacji Adriana Năstase, który stanął na czele niższej izby parlamentu, Eugen Bejinariu przejął obowiązki premiera, wykonując je do 29 grudnia 2004, kiedy to został zastąpiony przez Călina Popescu-Tăriceanu. W 2004, 2008, 2012, 2016, 2020 i 2024 z ramienia Partii Socjaldemokratycznej uzyskiwał mandat posła do Izby Deputowanych.